# Blandicephalanema bossi
Blandicephalanema bossi är en rundmaskart som beskrevs av Reay 1987. Blandicephalanema bossi ingår i släktet Blandicephalanema och familjen Criconematidae. Inga underarter finns listade i Catalogue of Life.